# Charlotte Daffé
Pour les articles homonymes, voir Daffé.
Charlotte Daffé est une femme politique guinéenne
Elle est la ministre de la Promotion féminine, de l'Enfance et des Personnes vulnérables depuis le 13 mars 2024.
Elle est ministre de la Pêche, de l'Aquaculture et de l'Économie maritime dans le gouvernement dirigé par Mohamed Béavogui du 25 octobre 2021, puis dans celui de Bernard Goumou du 20 août 2022 au 19 février 2024.

## Biographie

### Parcours professionnel
Avant d'être ministre, elle était la directrice du contrôle interne Total Guinée.
Elle est nommée par décret le 25 octobre 2021 ministre de la Pêche, de l'Aquaculture et de l'Économie maritime en remplacement de Frédéric Loua.
Le 19 février 2024, le gouvernement Bernard Goumou dont elle est membre est dissout par le Comité national du rassemblement pour le développement (CNRD).
Le 13 mars 2024, elle devient la ministre de la Promotion féminine, de l'Enfance et des Personnes vulnérables dans le gouvernement Bah Oury.